# 覺羅景安
覺羅景安（？—？）满洲镶红旗人，爱新觉罗氏。

## 生平
覺羅景安是满洲镶红旗人，清朝覺羅，曾任陆军部候补笔帖式。1909年，清廷开资政院，覺羅景安出任资政院钦选议员。